# Andreas von Mirbach
Oberstløjtnant baron Andreas von Mirbach (9. april 1931 i Riga − 24. april 1975 i Stockholm) var en tysk officer og diplomat. Som tysk militærattaché i Stockholm blev han myrdet af den venstreekstremistiske terrororganisation Rote Armee Fraktion under gidselaktionen mod den tyske ambassade i Stockholm den 24. april 1975. Aktionen var et forsøg på at få befriet andre medlemmer af Rote Armee Fraktion.